# Pico Paulsen
El Pico Paulsen (en inglés: Paulsen Peak) es un pico a 1875 m s. n. m. (metros sobre el nivel del mar) ubicado cerca del glaciar Lyell, a unos 3,2 km (kilómetros) del Pico Pan de Azúcar, en la cordillera de San Telmo en Georgia del Sur, un territorio ubicado en el océano Atlántico Sur, cuya soberanía está en disputa entre el Reino Unido el cual las administra como «Territorio Británico de Ultramar de las islas Georgias del Sur y Sandwich del Sur», y la República Argentina que las integra al Departamento Islas del Atlántico Sur, dentro de la Provincia de Tierra del Fuego, Antártida e Islas del Atlántico Sur. Fue nombrado por el Comité Antártico de Lugares Geográficos del Reino Unido (UK-APC), a raíz de la cartografía de la South Georgia Survey, de 1951 a 1952, por Harald B. Paulsen (1898-1951), una figura destacada en la industria ballenera noruega.